# Yukihiro Doi
Yukihiro Doi (japanisch 土井 雪広 Doi Yukihiro; * 18. September 1983 in Osaka (heute zu Gero), Präfektur Gifu, Japan) ist ein ehemaliger japanischer Radrennfahrer.

## Sportliche Laufbahn
Yukihiro Doi begann seine Karriere 2004 bei dem Radsportteam Shimano Racing. Doi wurde 2006 bei der Hokkaido-Rundfahrt Fünfter in der Gesamtwertung. 2011 (150.) sowie 2012 (139.) startete er bei der Vuelta a España. Im Jahr 2012 wurde er japanischer Straßenmeister.

## Erfolge
2008
- Mannschaftszeitfahren Brixia Tour

2012
- Japanischer Meister – Straßenrennen

## Grand-Tour-Platzierungen
| Grand Tour            | 2011 | 2012 |
| --------------------- | ---- | ---- |
| Giro d’ItaliaGiro     | –    | –    |
| Tour de FranceTour    | –    | –    |
| Vuelta a EspañaVuelta | 150  | 139  |

## Teams
- 2004 Shimano Racing
- 2005 Shimano-Memory Corp
- 2006 Skil-Shimano
- 2007 Skil-Shimano
- 2008 Skil-Shimano
- 2009 Skil-Shimano
- 2010 Skil-Shimano
- 2011 Skil-Shimano
- 2012 Team Argos-Shimano
- 2013 Team Ukyo
- 2014 Team Ukyo
- 2015 Team Ukyo
- 2016 Matrix Powertag
- 2017 Matrix Powertag
- 2017 Matrix Powertag
- 2018 Matrix Powertag